# Superintendencia Nacional de Salud (Perú)
La Superintendencia Nacional de Salud (siglas: Susalud) es un organismo técnico especializado adscrito al Ministerio de Salud del Perú, que cuenta con autonomía técnica, funcional, administrativa, económica y financiera.
Tiene como finalidad de promover, proteger y defender los derechos de las personas al acceso a los servicios de salud, supervisando que las prestaciones sean otorgadas con calidad, oportunidad, disponibilidad y aceptabilidad, con dependencia de quien la financie. Tiene como sede la ciudad de Lima.
Titular de la entidad Dr. Carlos Manuel Acosta Saal (Dic. 2017 a Jun. 2018 y Abr. 2019 a la actualidad)

## Historia
Fue fundada como la Superintendencia de Entidades Prestadoras de Salud (SEPS) el 15 de mayo de 1997, durante el gobierno del presidente Alberto Fujimori, con el objeto de autorizar, regular y supervisar el funcionamiento de las Entidades Prestadoras de Salud y cautelar el uso correcto de los fondos por éstas administradoras .
El 9 de abril de 2009, durante el gobierno de Alan García Pérez, se promulgó la Ley N.º 29344 Ley Marco de Aseguramiento Universal en Salud, que crea la Superintendencia Nacional de Aseguramiento en Salud (SUNASA), sobre la base de la SEPS, encargándole las funciones de registrar, autorizar, supervisar, y regular a las instituciones que administran fondos de aseguramiento en salud (IAFAS), así como supervisar a las instituciones prestadoras de servicios de salud (IPRESS).
El 6 de diciembre de 2013, durante el gobierno de Ollanta Humala Tasso, Se fortalece y cambia la denominación de la Superintendencia Nacional de Aseguramiento en Salud, a la Superintendencia Nacional de Salud (SUSALUD). cuya finalidad es promover, proteger y defender los derechos de las personas al acceso a los servicios de salud, supervisando que las prestaciones sean otorgadas con calidad, oportunidad, disponibilidad y aceptabilidad, con independencia de quien la financie.
El Tribunal de la Superintendencia Nacional de Salud es un órgano resolutivo, que forma parte de la estructura orgánica de la entidad. Cuenta con autonomía técnica y funcional, y es competente para conocer y resolver en última instancia administrativa los procedimientos y materias sometidas a su consideración. Actualmente es presidido por el abogado José Antonio Aróstegui Hirano, siendo sus miembros los abogados Leysser Luggi León Hilario, Christian Guzmán Napurí, Juan Carlos Bustamante Zavala, Hugo Rodríguez Brignardello, Marlene Leonor Rodríguez Sifuentes, Enrique Antonio Varsi Rospigliosi, y el médico Carlos Manuel Quimper Herrera.

## Organización
- Consejo Directivo
- Superintendencias adjunta de supervisión
- Superintendencias adjunta de promoción y protección de derechos en salud
- Superintendencias adjunta de regulación y fiscalización[1]
- Centro Nacional de Conciliación y Arbitraje en Salud - CECONAR.
- Gerencia General